# Pseudogignotettix
Pseudogignotettix is een geslacht van rechtvleugeligen uit de familie doornsprinkhanen (Tetrigidae). De wetenschappelijke naam van dit geslacht is voor het eerst geldig gepubliceerd in 1990 door Liang.

## Soorten
Het geslacht Pseudogignotettix omvat de volgende soorten:
- Pseudogignotettix emeiensis Zheng, 1995
- Pseudogignotettix guandongensis Liang, 1990